# 215P/NEAT
215P/NEAT, indicata anche come NEAT 11,  è una cometa periodica appartenente alla famiglia delle comete gioviane e alla famiglia di comete quasi-Hilda.
La cometa è stata scoperta il 29 luglio 2002 ma già al momento dell'annuncio della sua scoperta erano state trovate immagini di prescoperta risalenti al 22 maggio 2001, ossia ad oltre un anno prima della scoperta effettiva. La cometa è stata riosservata al successivo passaggio al perielio dal 22 gennaio 2009, ricevendo in tale occasione la denominazione definitiva, 215P/NEAT.